# Avsunviroidae

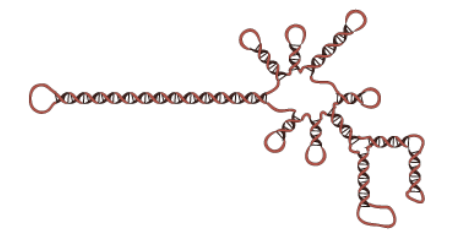
Viroïde Avsunviroidae.

Les Avsunviroidae sont une famille de viroïdes, regroupant trois genres et cinq espèces. Ce sont des agents sous-viraux qui infectent uniquement les plantes. Comme tous les viroïdes, ils nécessitent l'aide d'un virus (dénommé « virus aidant ») pour pouvoir infecter les plantes[réf. à confirmer].
Le génome de ces viroïdes est constitué d'ARN, d'une longueur de 246 à 375 nucléotides. Cet ARN est circulaire à simple brin.
Les cercles qu'ils forment sont covalents, avec un appariement des bases intramoléculaire. Tous les membres de ce groupe n'ont pas de région centrale conservée.

## Réplication
La réplication se produit dans les chloroplastes des cellules végétales infectées. 
Les prédictions de la structure ont suggéré qu'ils existent soit sous forme de molécules en forme de bâtonnet avec des régions d'appariement de bases causant la formation des boucles en épingles à cheveux, soit sous forme de configurations ramifiées.
La réplication dans cette famille de viroïdes se caractéristiques par le fait qu'elle ne nécessite pas de virus aidant et qu'aucune protéine n'est codée à cet effet.
Les Avsunviroidae, contrairement à l'autre famille de viroïdes, les Pospiviroidae, se répliquent selon un mécanisme de cercles roulants symétriques. 
On pense que les brins d'ARN positif servent de modèle pour la formation des brins négatifs à l'aide d'une enzyme, l'ARN polymérase II. Les brins d'ARN négatifs sont ensuite clivés par l'activité de la ribozyme et se circularisent. Un second mécanisme de cercle roulant forme un brin positif qui est également clivé par l'activité de la ribozyme et ensuite lié pour devenir circulaire.
Le site de la réplication est inconnu mais on estime qu'il se situe dans les chloroplastes en présence de cations bivalents Mg2+.

## Structure
La structure définitive est inconnue, mais des études réalisées à l'aide de prédictions bioinformatiques de la structure  suggèrent qu'elles existent soit sous forme de bâtonnet, dont des régions d'appariement des bases azotées causent la formation de boucles, soit sous forme de configurations ramifiées.

## Liste des espèces
Selon NCBI (24 janvier 2021), la famille comprend trois genres, pour un total de quatre espèces :
- genre Avsunviroid : 
  - Avocado sunblotch viroid (espèce-type)
- genre Elaviroid : 
  - Eggplant latent viroid (espèce-type)
- genre Pelamoviroid :
  - Apple hammerhead viroid
  - Chrysanthemum chlorotic mottle viroid
  - Peach latent mosaic viroid (espèce-type)